# Feketeúszójú szivárványhal
A feketeúszójú szivárványhal, más néven nagy szivárványhal (Melanotaenia nigrans), a Kalászhalfélék családjába tartozó, Ausztrália és Pápua Új-Guinea vizeiben őshonos halfaj.

## Élőhelye, elterjedése
Kelet-Ausztrália és Pápua Új-Guinea területén található meg. Kizárólag brakkvízben található meg, a tengerekhez közeli, mangrovemocsarakban, illetve folyótorkolatokban.

## Megjelenése
Alapszíne kékes-zöldes, úszói narancssárgák. A tejesek színe élénkebb, az ikrásoké fakóbb, a hímek úszóinak szegélye sötétebb. Kopoltyúfedőiken rendszerint egy - egy vörös folt található. A két hátúszó és a farok alatti úszó megnyúlt, gyakran túlérnek a farokúszó tövén.

## Szaporodása
Több napig ikráznak, naponta csak néhány ikrát tesznek le. Szabadon ikrázó faj, akváriumban is jól szaporodik.

## Akváriumi tartása
Akváriumi tartása könnyű, igénytelen halfaj. Rajban érzi jól magát, tágas medencében, ahol van elég úszótere. Más halfajokkal is jól tartható, békés hal.
Az akváriumnak rendszerint az alsó és középső szintjén tartózkodik. A 20 - 24 C-os hőmérsékleten érzi jól magát, a víz minőségét tekintve pedig a kemény vizet szereti, ezért a vízbe sót kell tenni (egy teáskanál sót 5 liter vízhez).